# WOOFIN'
WOOFIN'（ウーフィン）は。シンコーミュージックから発売されていたファッション雑誌である。主にB-boy（ヒップホップ系ファッション）の服装を専門に紹介しており、いわゆるB系ファッション誌の元祖である。
女性版のWOOFIN' girlは年4回の発行から、月刊化され、スポーツブランドや海外セレブに人気のブランド、baby shoopなどBガール御用達のファッションや、国内外のDIVAやアーティストを紹介している。

## 概要
1997年創刊。
当初はヒップホップを中心に扱う音楽雑誌であったが、後に音楽記事は同じシンコーミュージック・エンタテイメントから別の経緯をたどって創刊された『blast』に多くを譲る形となり、『WOOFIN'』はヒップホップ系ファッションを中心に扱う形で再出発した。しかしヒップホップにおいては音楽とファッションは切り離せない関係にあるため、音楽記事は再出発後も多く掲載されている。
掲載する服装はオーバーサイズからタイト目に変わり、ドメスティックブランドをいち早く紹介した。ファッション誌では珍しくメンズ、レディース両方のファッションを毎号掲載している。
2011年1月1日、『WOOFIN'』の企画で制作されたミックスCD『WOOFIN' Presents 勝ちウタ Mixed by DJ AGETETSU』がリリースされた。
2016年12月29日に発行された2017年2月号をもって休刊となった。